# José María Merino

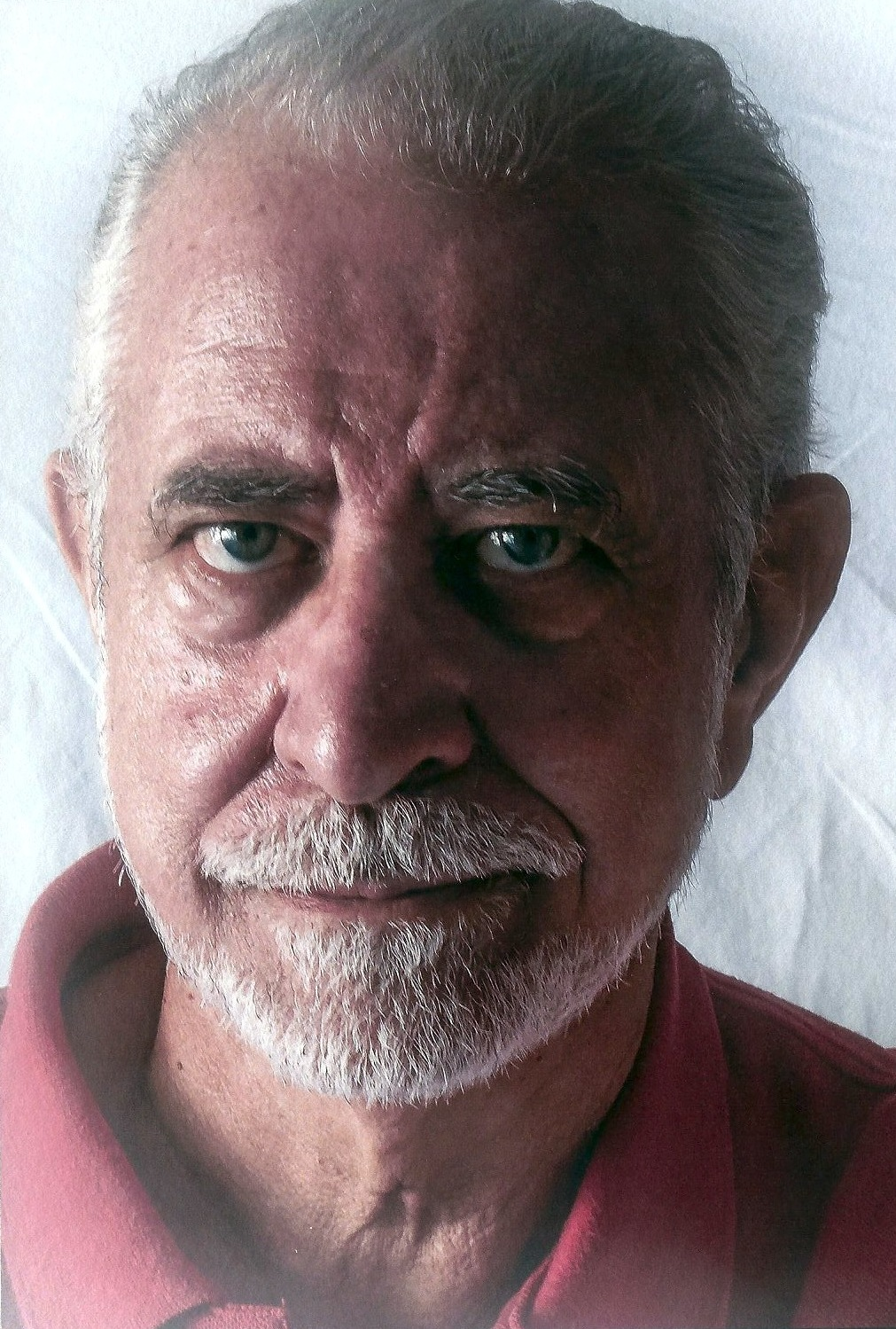
José María Merino, 2015

José María Merino (* 5. März 1941 in La Coruña) ist ein spanischer Schriftsteller und Literat. Von 2010 bis 2015 war er Vizesekretär der Real Academia Española. Für sein Werk, das aus Gedichten, Romanen, Kinder- und Jugendliteratur, Essays und sogenannten „microrrelatos“ (Kürzestgeschichten) besteht, wurde Merino mehrfach ausgezeichnet.

## Leben und Werk
Merino verbrachte seine Kindheit und Jugend in León, bis er sich in Madrid niederließ, wo er Rechtswissenschaft studierte. Er arbeitete für die UNESCO im Rahmen ihrer Bildungsprojekte bezogen auf Lateinamerikas, das er durch Reisen kennenlernte. Zwischen 1987 und 1989 war er Leiter des Zentrums für Spanische Literatur im Kulturministerium. Sein Hauptinteresse galt jedoch immer dem literarischen Schaffen, besonders der Erzählung und dem Roman. Seit 1996 widmet er sich ausschließlich der Literatur.
Merino begann mit Gedichten, wandte sich dann aber auch Romanen und Kurzgeschichten zu. Er gilt als Hauptvertreter Spaniens für das Genre der Kurz- und Kürzestgeschichten („microrrelatos“). Zu seinem Werk gehört außerdem Kinder- und Jugend- sowie Reiseliteratur. Als Literaturkritiker schreibt Merino für die spanischen Zeitschriften Leer und Revista de Libros sowie für die Tageszeitung El País.
Merino beschränkt seine Microrrelatos auf die Länge von zwei Seiten. Sie beginnen mit einer alltäglichen Situation („[…] so gewöhnlich wie möglich…“), in der sich der Leser leicht wiederfindet und enden dann durch das Hinzufügen eines unerklärlichen Phänomens im Fantastischen. Das Fantastische fügt Merino in wiederkehrenden Elementen ein: Unbelebtes lebt oder hat magische Kräfte (z. B. ein Buch, das seinen Leser verschwinden lässt), Körper trennen sich von ihrem Gehirn oder Körperteile, die ein Eigenleben entwickeln; Metamorphose, Reisen oder Phantasielandschaften sind weitere Elemente. Merino verarbeitet oft das Thema Grenzen zwischen Traum Wirklichkeit in seinen Kürzestgeschichten. Er lässt schlaflose Menschen nachts eine Phantasiewelt erleben. Er sagt, dass seine Träume oft Inspiration für seine Geschichten seien und dass er selbst oft unter Schlaflosigkeit leide, was er in seinem Buch Tres semanas de mal dormir (dtsch: Drei Wochen schlechten Schlafes) verarbeitet hat. Ein weiteres wiederkehrendes Element in Merinos Microrrelatos ist der Humor.
Mehrere Bände mit Erzählungen hat er in dem Sammelband 50 Geschichten und eine Fabel aus dem Jahr 1997 versammelt.

## Werke (Auswahl)
- El oro de los sueños. Roman, Alfaguara, Madrid 1986 (deutsch: Das Gold der Träume. Übersetzt von Eveline Urban. Arena, Würzburg 1993, ISBN 3-401-01739-X).
- El viajero perdido. Erzählungen, Alfaguara, Madrid 1990 (deutsch: Der verirrte Reisende. Übersetzt von Eva Steiner. Stockmann, Bad Vöslau 2007, ISBN 978-3-9501612-8-1).
- Los trenes del verano – No soy un libro. Kinderbuch, Siruela, Madrid 1993 (deutsch: Sommer zwischen den Welten: [ich bin kein Buch]. Übersetzt von Paula Peretti. Spectrum, München 1994, ISBN 978-3-7976-1468-1).

## Auszeichnungen
- 1983: Premio Novelas y Cuentos für Novela de Andrés Choz
- 1985: Premio de la Crítica (Spanischer Staatspreis der Literaturkritik)  für La orilla oscura
- 1993: Premio Nacional de Literatura Infantil y Juvenil (Spanischer Staatspreis für Kinder- und Jugendliteratur) für No soy un libro (dtsch: Sommer zwischen den Welten: ich bin kein Buch)
- 1996: Premio Miguel Delibes für Las visiones de Lucrecia
- 2003: Premio Ramón Gómez de la Serna für El heredero
- 2008: Premio Castilla y León de las Letras für sein Gesamtwerk
- 2013: Premio Nacional de Narrativa für El río del edén
- 2013: Premio de la Crítica de Castilla y León für El río del edén